# Cataenococcus theaecola
Cataenococcus theaecola är en insektsart som först beskrevs av Green in Green och Mann 1907.  Cataenococcus theaecola ingår i släktet Cataenococcus och familjen ullsköldlöss. Inga underarter finns listade i Catalogue of Life.